# Свен-Уве Свенссон
Свен-Уве Свенссон (швед. Sven-Ove Svensson; 9 червня 1922 — 21 грудня 1986) — шведський футболіст, правий захисник і півзахисник, двічі срібний призер чемпіонату Швеції у складі «Гельсингборга», гравець національної збірної Швеції, володар шведського спортивного звання «Stor Grabb» (дослівно — «великий хлопчик») 1956.

## Ігрова кар'єра
Свенссон дебютував в Аллсвенскані 1944 року у складі «Гельсінгборга». Свен-Уве зіграв загалом 546 матчів у команді у всіх турнірах. У 1951 році у віці 29 років дебютував у складі національної збірної Швеції та з 1953 по 1956 зіграв у 30 з 33 матчів Швеції за цей період . Свенссон отримав шведський Золотий м'яч у 1954 році. Швидкість та техніку Свенссон поєднував з ігровим інтелектом та тактичною грамотністю. У 1956 році отримав травму та завершив кар'єру футболіста.

## Тренерська кар'єра
Після закінчення ігрової кар'єри Свен-Уве Свенссон продовжив роботу в тренерському штабі та адміністрації «Гельсінгборга» та «Енгельгольма». 

## Інше
Після закінчення футбольної діяльності він став начальником пожежної охорони Кумли.
Помер 21 грудня 1986 року. Похований у меморіальному гаю на цвинтарі Енгельхольм.
Свен-Уве Свенссон послужив прообразом Багарна Олссона, персонажа книг Макса Лундгрена про вигаданий футбольний клуб «Ешойден».